# Maika Joseph
Maika Joseph (* 26. März 1915 in Berlin; † 31. März 1971 ebenda) war eine deutsche Schauspielerin und Kabarettistin.

## Leben
Maika Joseph debütierte 1931 bei der Agitprop-Truppe Das Rote Sprachrohr, unter der Leitung von Maxim Vallentin. Nach dem Zweiten Weltkrieg hatte sie ihre ersten Auftritte im politischen Kabarett Der Besen in den Casino-Lichtspielen der Berliner Brunnenstraße. Anschließend besuchte sie das Deutsche Theater-Institut Weimar Schloß Belvedere mit dessen eigener Theatergruppe Das Junge Ensemble wo sie, wieder unter der Leitung von Maxim Vallentin, mehrere Auftritte hatte. Dieses Ensemble ging zum großen Teil 1952 gemeinsam mit Maxim Vallentin nach Berlin, um hier das Maxim-Gorki-Theater zu gründen.
Maika Josoph, die auch eine gefragte Film- und Fernsehschauspielerin war, starb am 31. März 1971 nach langer Krankheit im Alter von 56 Jahren.

## Filmografie
- 1955: Einmal ist keinmal
- 1955: Star mit fremden Federn
- 1956: Besondere Kennzeichen: keine
- 1959: Reifender Sommer
- 1959: Eine alte Liebe
- 1959: Verwirrung der Liebe
- 1959: Musterknaben
- 1960: Der Moorhund
- 1960: Silvesterpunsch
- 1961: Steinzeitballade
- 1961: Der Mann mit dem Objektiv
- 1962: Die Nacht an der Autobahn (Fernsehfilm)
- 1963: Julia lebt
- 1963: Lucie und der Angler von Paris (Fernsehfilm)
- 1965: Ohne Paß in fremden Betten
- 1965: Der Frühling braucht Zeit
- 1965: Toller Einfall oder Das Schicksal geht seltsame Wege
- 1966: Spur der Steine
- 1967: Harras, der Polizeihund (Fernsehserie, 1 Folge)
- 1967: Der Staatsanwalt hat das Wort: Busliesel (Fernsehreihe)
- 1967: Meine Freundin Sybille
- 1968: Der Staatsanwalt hat das Wort: Das Wochenendhaus
- 1968: Die Toten bleiben jung
- 1968: 12 Uhr mittags kommt der Boß
- 1970: Der Staatsanwalt hat das Wort: Strafversetzt
- 1971: Zeit der Störche

## Theater
- 1953: Anatolij Surow: Das grüne Signal (Journalistin) – Regie: Maxim Vallentin (Maxim-Gorki-Theater Berlin)
- 1955: Friedrich Wolf: Das Schiff auf der Donau – Regie: Maxim Vallentin (Maxim-Gorki-Theater Berlin)
- 1955: Adolf Glaßbrenner: Potpourri –  Regie: Heinrich Kreutz (Maxim-Gorki-Theater Berlin)
- 1961: Rainer Kerndl: Schatten eines Mädchens (Briefzustellerin) – Regie: Horst Schönemann (Maxim-Gorki-Theater Berlin)
- 1962: Wolfgang E. Struck: Hallo Mama (Mama) (Friedrichstadt-Palast Berlin)

## Hörspiele
- 1960: Walter Püschel: Kindermädchen Max (Mutter) – Regie: Maritta Hübner (Kinderhörspiel – Rundfunk der DDR)
- 1965: Hans Siebe: Doppelter Boden (Selma Treischke) – Regie: Helmut Molegg (Kriminalhörspiel – Rundfunk der DDR)